# Nesocurupira curtirostris
Nesocurupira curtirostris är en tvåvingeart som beskrevs av Elisabeth K. Stuckenberg 1970. Nesocurupira curtirostris ingår i släktet Nesocurupira och familjen Blephariceridae.
Artens utbredningsområde är Nya Kaledonien. Inga underarter finns listade i Catalogue of Life.